# Eurytides orabilis
Eurytides orabilis es una especie de insecto lepidóptero de la familia Papilionidae.

## Denominación
Eurytides orabilis fue descrita por primera vez por Arthur Gardiner Butler en 1872 con el nombre de Papilio orabilis.

### Subespecies
- Eurytides orabilis orabilis
- Eurytides orabilis isocharis (Rothschild y Jordan, 1906)

## Descripción
Eurytides orabilis es una mariposa de cuerpo negro con una envergadura de 46 a 56 mm. Las alas anteriores tienen un borde externo cóncavo. Las alas posteriores presentan una larga cola. El anverso es de color blanco con, en las alas anteriores, el ápice y un gran borde marginal marrones y dos bandas cortas del mismo color en el borde costal. Las alas posteriores presentan, en el borde marrón, lúnulas azules y una mancha anal roja.
El reverso es similar al anverso, pero las alas posteriores presentan, además, el borde interno de color marrón.

## Biología
La planta huésped de la oruga de Eurytides orabilis es Guatteria tonduzii.

## Ecología y distribución
Eurytides orabilis se encuentra en Costa Rica, Guatemala, Panamá y el oeste de Colombia y Ecuador.

## Protección
No es una especie amenazada.